# World of Glass
World of Glass è il terzo album della gothic metal band norvegese Tristania. L'album è uscito il 25 settembre 2001 sotto l'etichetta discografica Napalm Records.

## Album
World of Glass è il primo album pubblicato dai Tristania dopo la dipartita di Morten Veland, che fino ad allora era stato il principale compositore dei brani e cantante. Nel 2001 infatti Østen Bergøy, guest member in ogni album precedente a questo, entra a far parte della band come membro fisso e da allora è il principale autore dei testi. Non a caso nel nuovo album si possono subito notare delle evidenti differenze stilistiche con i precedenti lavori: nelle liriche si affronta tutto un altro tipo di tematiche, che a volte riguardano la religione (un esempio è il brano Wormwood), vi è un uso più abbondante di suoni elettronici e soprattutto le ultime tracce sono orientate su sonorità doom.

## Tracce
1. The Shining Path (Moen, Bergøy, Hidle) – 6:46
2. Wormwood (Bergøy, Hidle, Moen) – 5:56
3. Tender Trip on Earth (Bergøy, Hidle, Moen) – 5:18
4. Lost (Johansen, Hidle, Moen) – 6:03
5. Deadlocked (Moen, Hidle) – 5:56
6. Selling Out (Bergøy, Hidle, Moen) – 6:19
7. Hatred Grows (Bergøy, Hidle, Moen) – 6:20
8. World of Glass (Bergøy, Hidle, Moen) – 5:26
9. Crushed Dreams (Moen, Hidle) – 7:41

### Tracce bonus
1. The Modern End (Seigmen cover) – 4:45

## Formazione
- Vibeke Stene – voce femminile
- Østen Bergøy – voce maschile
- Anders Høvyvik Hidle – chitarre; voce death in The Shining Path e Tender Trip on Earth
- Einar Moen – tastiere, programmazione
- Rune Østerhus – basso
- Kenneth Ølsson – batteria

### Collaborazioni
- Ronny Thorsen – voce death
- Pete Johansen – violino
- Jan Kenneth Barkved – voce maschile in Selling Out e Crushed Dreams
- Sandrine Lachapelle, Emilie Lesbros, Johanna Giraud, Damien Surian, Hubert Piazzola - coro